# Spyro: Year of the Dragon
Spyro: Year of the Dragon is een platformspel ontwikkeld door Insomniac Games voor de PlayStation. Het spel werd uitgebracht op 24 oktober 2000 door Sony Interactive Entertainment en is het derde spel uit de Spyro-serie. Het spel was het laatste Spyro-spel dat Insomniac ontwikkelde; hun volgende titel zou Ratchet & Clank voor de PlayStation 2 zijn in 2002.

## Gameplay
Spyro: Year of the Dragon wordt voornamelijk gespeeld in een derde persoons perspectief. De gameplay van het spel wijkt weinig af van die van zijn voorgangers. Het hoofddoel van het spel is om speciale drakeneieren te verzamelen die verspreid zijn over 37 werelden. Deze eieren zijn verborgen of worden gegeven als beloningen voor het voltooien van bepaalde taken en levels. De werelden van Spyro zijn met elkaar verbonden door "homeworlds" of "hubs", grote werelden die gateways bevatten naar vele andere niveaus. Om door te gaan naar de volgende hub, moet de speler vier werelden voltooien, een bepaald aantal eieren verzamelen en een baas verslaan. Spelers hoeven niet elk ei te verzamelen om het hoofdgedeelte van het spel te voltooien of toegang te krijgen tot nieuwe niveaus; in feite kunnen bepaalde eieren alleen worden gevonden door op een later tijdstip naar de wereld terug te keren. Edelstenen zijn verspreid over de werelden, verborgen in kratten en potten. Deze edelstenen worden gebruikt om een beer genaamd Moneybags om te kopen om gevangen "beestjes" vrij te laten en dingen te activeren die Spyro helpen om door levels te komen (zoals bruggen). Edelstenen, samen met het aantal verzamelde eieren, tellen mee voor het totale voltooiingspercentage van het spel.
De speler bestuurt het grootste deel van het spel de draak Spyro. Spyro's gezondheid wordt gemeten door zijn metgezel Sparx, een libel die van kleur verandert en vervolgens verdwijnt nadat hij steeds meer schade heeft opgelopen. Als de speler Sparx niet heeft, zou de volgende treffer ervoor zorgen dat de speler een leven verliest en herstart bij het laatst opgeslagen controlepunt. Het consumeren van kleine dieren in het wild, bekend als "voer", herstelt Sparx. Spyro heeft verschillende vaardigheden, waaronder vuurspuwen, zwemmen en duiken, zweefvliegen en kopstoten, die hij kan gebruiken om een verscheidenheid aan vijanden te verkennen en te bestrijden, waarvan de meeste neushoornachtige wezens zijn die Rhynocs worden genoemd. Sommige vijanden zijn alleen kwetsbaar voor bepaalde bewegingen. Spyro kan "Powerup Gates" tegenkomen, die hem gedurende een beperkte periode speciale vaardigheden geven.

## Verhaal
Het spel begint met een viering in het land van de draken, waar Spyro en zijn verwanten het "Jaar van de Draak" vieren, een gebeurtenis die elke twaalf jaar plaatsvindt wanneer nieuwe drakeneieren naar het rijk worden gebracht. Tijdens de viering valt Bianca de Drakenrijken binnen met een leger van op neushoorns gebaseerde wezens genaamd Rhynocs en steelt alle drakeneieren, en brengt ze terug naar de tovenares, die de eieren over verschillende werelden verspreidt. De werelden zijn opgesplitst in vier thuisrijken: Sunrise Spring, Midday Garden, Evening Lake en Midnight Mountain. Spyro, Sparx en Hunter worden door een gat gestuurd om de dieven te vinden en de drakeneieren te herstellen.
Terwijl hij de dief achtervolgt, ontdekt Spyro een wereld die ooit werd bewoond door de draken, maar lang verlaten en vergeten. Deze wereld staat onder het ijzeren bewind van de tovenares en haar Rhynoc-leger. Spyro ontmoet Sheila de kangoeroe, Sergeant Byrd de pinguïn, Bentley de yeti en Agent 9 de aap die hem helpen bij zijn zoektocht. Vooral Sheila vertelt hoe de magie van de wereld opdroogt toen de draken het rijk verlieten. Spyro reist door elke wereld in het vergeten rijk, krijgt hulp van de lokale bewoners en redt de drakeneieren. Het is gebleken dat de tovenares niet alleen de draken oorspronkelijk heeft verbannen zonder te beseffen dat ze de bron waren van de magie van haar koninkrijk, maar dat ze niet de babydraken zelf zoekt, maar alleen hun vleugels om een spreuk te verzinnen die haar onsterfelijkheid kan verlenen. Zodra Bianca hier achter komt, keert ze zich tegen de tovenares en besluit ze Spyro te helpen haar te verslaan. Spyro vecht en verslaat de tovenares, maar ze overleeft de strijd en wacht op hem, ook al wordt het spel op dit punt als "verslagen" beschouwd, zoals blijkt uit de daaropvolgende aftiteling. Nadat hij haar weer heeft verslagen en het laatste drakenei heeft opgehaald, brengt Spyro alle babydraken terug naar de Drakenrijken. Tijdens de reis om Spyro te helpen de eieren te herstellen, wordt Hunter verliefd op Bianca en na Spyro's eerste gevecht met de tovenares beginnen ze allebei een liefdesrelatie, waarbij Spyro en Sparx verbijsterd toekijken.

## Ontvangst
| Recensiescore       | Recensiescore |
| Recensieverzamelaar | Score         |
| ------------------- | ------------- |
| GameRankings        | 85%           |
| Metacritic          | 91/100        |
| Publicist           | Score         |
| GameSpot            | 8,4/10        |
| IGN                 | 9,1/10        |

Spyro: Year of the Dragon ontving over het algemeen zeer positieve recensies. Zo gaf aggregatiewebsite Metacritic het spel een verzamelde score van 91%, en GameRankings een score van 85%.

## Remaster
In november 2018, ruim 20 jaar nadat het eerste spel uit de Spyro-serie werd uitgebracht, verscheen de Reignited trilogy van de Spyro-serie voor de PlayStation 4 en de Xbox One. De Reignited trilogy is een remaster van de eerste drie Spyro spellen en kreeg, in tegenstelling tot de originele spellen, ook een Nederlandstalige versie. Op 3 september 2019 werd een ook een versie uitgebracht voor de Nintendo Switch en Steam.